# Kanuslalom-Europameisterschaften
Die Kanuslalom-Europameisterschaften sind eine jährliche internationale Kanu- und Kajakveranstaltung, die seit 1996 von der European Canoe Association (ECA) organisiert wird. Bis 2004 fand sie alle zwei Jahre statt.

## Überblick
| Ausgabe | Jahr | Gastgeber                          | Wettbewerbe |
| ------- | ---- | ---------------------------------- | ----------- |
| 1       | 1996 | Augsburg, Deutschland              | 8           |
| 2       | 1998 | Roudnice nad Labem, Tschechien     | 8           |
| 3       | 2000 | Mezzana, Italien                   | 7           |
| 4       | 2002 | Bratislava, Slowakei               | 8           |
| 5       | 2004 | Skopje, Mazedonien                 | 6           |
| 6       | 2005 | Tacen, Slowenien                   | 8           |
| 7       | 2006 | L'Argentière-la-Bessée, Frankreich | 8           |
| 8       | 2007 | Liptovský Mikuláš, Slowakei        | 8           |
| 9       | 2008 | Krakau, Polen                      | 8           |
| 10      | 2009 | Nottingham, Vereinigtes Königreich | 8           |
| 11      | 2010 | Bratislava, Slowakei               | 9           |
| 12      | 2011 | La Seu d’Urgell, Spanien           | 9           |
| 13      | 2012 | Augsburg, Deutschland              | 9           |
| 14      | 2013 | Krakau, Polen                      | 9           |
| 15      | 2014 | Wien, Österreich                   | 9           |

| Ausgabe | Jahr   | Gastgeber                   | Wettbewerbe |
| ------- | ------ | --------------------------- | ----------- |
| 16      | 2015   | Markkleeberg, Deutschland   | 10          |
| 17      | 2016   | Liptovský Mikuláš, Slowakei | 10          |
| 18      | 2017   | Tacen, Slowenien            | 10          |
| 19      | 2018   | Prag, Tschechien            | 10          |
| 20      | 2019   | Pau, Frankreich             | 8           |
| 21      | 2020   | Prag, Tschechien            | 8           |
| 22      | 2021   | Ivrea, Italien              | 10          |
| 23      | 2022   | Liptovský Mikuláš, Slowakei | 10          |
| 24      | 2023 1 | Krakau, Polen               | 10          |
| 25      | 2024   | Ljubljana, Slowenien        |             |

 1 Ausgetragen im Rahmen der Europaspiele 2023.

## Medaillenspiegel
In der Übersicht sind alle Medaillen bis einschließlich der Kanuslalom-Europameisterschaften 2021 aufgelistet
| Platz | Land                   | Gold | Silber | Bronze | Gesamt |
| ----- | ---------------------- | ---- | ------ | ------ | ------ |
| 01    | Slowakei               | 47   | 24     | 23     | 94     |
| 02    | Tschechien             | 39   | 36     | 36     | 111    |
| 03    | Deutschland            | 29   | 39     | 34     | 102    |
| 04    | Frankreich             | 21   | 22     | 25     | 68     |
| 05    | Vereinigtes Königreich | 17   | 12     | 21     | 50     |
| 06    | Slowenien              | 14   | 12     | 11     | 37     |
| 07    | Österreich             | 5    | 9      | 7      | 21     |
| 08    | Italien                | 5    | 6      | 7      | 18     |
| 09    | Polen                  | 4    | 19     | 10     | 33     |
| 10    | Spanien                | 4    | 4      | 7      | 15     |
| 11    | Schweiz                | 4    | 4      | 9      | 17     |
| 12    | Irland                 | 1    | 1      | —      | 2      |
| 13    | Russland               | —    | —      | 2      | 2      |
| 14    | Griechenland           | —    | —      | 1      | 1      |

## Männer Canadier

### C1
Erste Austragung: 1996.
| Wettbewerb                  | Gold                 | Silber               | Bronze               |
| --------------------------- | -------------------- | -------------------- | -------------------- |
| 1996 Augsburg               | Simon Hočevar        | Sören Kaufmann       | Martin Lang          |
| 1998 Roudnice nad Labem     | David Jančar         | Michal Martikán      | Lukáš Pollert        |
| 2000 Mezzana                | Tony Estanguet       | Juraj Minčík         | Lukáš Pollert        |
| 2002 Bratislava             | Mariusz Wieczorek    | Tony Estanguet       | Jan Benzien          |
| 2004 Skopje                 | Tomáš Indruch        | Krzysztof Bieryt     | Nico Bettge          |
| 2005 Tacen                  | Stefan Pfannmöller   | Alexander Slafkovský | Stuart McIntosh      |
| 2006 L'Argentière-la-Bessée | Tony Estanguet       | Michal Martikán      | Tomáš Indruch        |
| 2007 Liptovský Mikuláš      | Michal Martikán      | Pierre Labarelle     | Christos Tsakmakis   |
| 2008 Krakau                 | Michal Martikán      | Stanislav Ježek      | Alexander Slafkovský |
| 2009 Nottingham             | Michal Martikán      | Alexander Slafkovský | Jan Benzien          |
| 2010 Bratislava             | Michal Martikán      | Matej Beňuš          | Alexander Slafkovský |
| 2011 La Seu d’Urgell        | Tony Estanguet       | Alexander Slafkovský | Denis Gargaud Chanut |
| 2012 Augsburg               | Sideris Tasiadis     | Tony Estanguet       | Benjamin Savšek      |
| 2013 Krakau                 | Jan Benzien          | Sideris Tasiadis     | Matej Beňuš          |
| 2014 Wien                   | Alexander Slafkovský | Michal Martikán      | Jan Benzien          |
| 2015 Markkleeberg           | Benjamin Savšek      | Sideris Tasiadis     | Matej Beňuš          |
| 2016 Liptovský Mikuláš      | Alexander Slafkovský | Michal Martikán      | Ander Elosegi        |
| 2017 Tacen                  | Alexander Slafkovský | Thomas Koechlin      | Michal Martikán      |
| 2018 Prag                   | Ryan Westley         | Adam Burgess         | Tomáš Rak            |
| 2019 Pau                    | Benjamin Savšek      | Martin Thomas        | Sideris Tasiadis     |
| 2020 Prag                   | Benjamin Savšek      | Lukáš Rohan          | Václav Chaloupka     |
| 2021 Ivrea                  | Denis Gargaud Chanut | Matej Beňuš          | Sideris Tasiadis     |

### C1 Team
Erste Austragung: 1996.
| Wettbewerb                  | Gold                                                              | Silber                                                         | Bronze                                                           |
| --------------------------- | ----------------------------------------------------------------- | -------------------------------------------------------------- | ---------------------------------------------------------------- |
| 1996 Augsburg               | DeutschlandSören Kaufmann Martin Lang Vitus Husek                 | TschechienPavel Janda David Jančar Lukáš Pollert               | SlowenienDejan Stevanovič Simon Hočevar Sebastjan Linke          |
| 1998 Roudnice nad Labem     | SlowakeiMichal Martikán Juraj Minčík Juraj Ontko                  | DeutschlandStefan Pfannmöller Nico Bettge Martin Lang          | Vereinigtes KönigreichStuart McIntosh Mark Delaney Robert Turner |
| 2000 Mezzana                | SlowakeiMichal Martikán Juraj Minčík Dušan Ovčarík                | TschechienPřemysl Vlk Lukáš Pollert Tomáš Indruch              | SpanienJordi Sangrá Gibert Jon Ergüín Jordi Domenjó              |
| 2002 Bratislava             | SlowakeiMichal Martikán Juraj Minčík Alexander Slafkovský         | DeutschlandStefan Pfannmöller Jan Benzien Sören Kaufmann       | PolenMariusz Wieczorek Krzysztof Bieryt Grzegorz Wójs            |
| 2004 Skopje                 | TschechienTomáš Indruch Jan Mašek Ondřej Pinkava                  | SlowakeiDušan Ovčarík Juraj Minčík Alexander Slafkovský        | SlowenienSimon Hočevar Dejan Stevanovič Jošt Zakrajšek           |
| 2005 Tacen                  | SlowakeiMichal Martikán Juraj Minčík Alexander Slafkovský         | DeutschlandStefan Pfannmöller Nico Bettge Jan Benzien          | TschechienTomáš Indruch Jan Mašek Stanislav Ježek                |
| 2006 L'Argentière-la-Bessée | DeutschlandStefan Pfannmöller Nico Bettge Jan Benzien             | SlowakeiMichal Martikán Juraj Minčík Alexander Slafkovský      | TschechienTomáš Indruch Jan Mašek Stanislav Ježek                |
| 2007 Liptovský Mikuláš      | SlowakeiMichal Martikán Juraj Minčík Matej Beňuš                  | DeutschlandStefan Pfannmöller Nico Bettge Jan Benzien          | FrankreichTony Estanguet Pierre Labarelle Nicolas Peschier       |
| 2008 Krakau                 | SlowakeiMichal Martikán Alexander Slafkovský Matej Beňuš          | PolenKrzysztof Bieryt Grzegorz Kiljanek Dawid Bartos           | DeutschlandChristian Bahmann Nico Bettge Lukas Hoffmann          |
| 2009 Nottingham             | TschechienStanislav Ježek Tomáš Indruch Jan Mašek                 | FrankreichTony Estanguet Denis Gargaud Chanut Nicolas Peschier | DeutschlandSideris Tasiadis Jan Benzien Nico Bettge              |
| 2010 Bratislava             | SlowakeiMichal Martikán Alexander Slafkovský Matej Beňuš          | TschechienJan Mašek Michal Jáně Stanislav Ježek                | FrankreichTony Estanguet Denis Gargaud Chanut Nicolas Peschier   |
| 2011 La Seu d’Urgell        | FrankreichTony Estanguet Denis Gargaud Chanut Nicolas Peschier    | DeutschlandNico Bettge Jan Benzien Sideris Tasiadis            | TschechienStanislav Ježek Vítězslav Gebas Tomáš Indruch          |
| 2012 Augsburg               | SlowakeiMichal Martikán Matej Beňuš Alexander Slafkovský          | DeutschlandNico Bettge Jan Benzien Sideris Tasiadis            | FrankreichTony Estanguet Denis Gargaud Chanut Thibaut Vielliard  |
| 2013 Krakau                 | SlowakeiAlexander Slafkovský Matej Beňuš Jerguš Baďura            | DeutschlandFranz Anton Jan Benzien Sideris Tasiadis            | SlowenienBenjamin Savšek Anže Berčič Luka Božič                  |
| 2014 Wien                   | SlowenienBenjamin Savšek Anže Berčič Luka Božič                   | TschechienLukáš Rohan Vítězslav Gebas Jan Mašek                | SlowakeiMichal Martikán Alexander Slafkovský Karol Rozmuš        |
| 2015 Markkleeberg           | SlowakeiMichal Martikán Alexander Slafkovský Matej Beňuš          | TschechienMichal Jáně Stanislav Ježek Tomáš Rak                | Vereinigtes KönigreichDavid Florence Ryan Westley Adam Burgess   |
| 2016 Liptovský Mikuláš      | SlowakeiMichal Martikán Alexander Slafkovský Matej Beňuš          | PolenGrzegorz Hedwig Przemysław Plewa Igor Sztuba              | Vereinigtes KönigreichDavid Florence Ryan Westley Adam Burgess   |
| 2017 Tacen                  | DeutschlandSideris Tasiadis Nico Bettge Franz Anton               | SlowenienBenjamin Savšek Luka Božič Anže Berčič                | ItalienRaffaello Ivaldi Roberto Colazingari Stefano Cipressi     |
| 2018 Prag                   | FrankreichDenis Gargaud Chanut Pierre-Antoine Tillard Cédric Joly | SlowakeiAlexander Slafkovský Michal Martikán Marko Mirgorodský | TschechienVítězslav Gebas Lukáš Rohan Tomáš Rak                  |
| 2019 Pau                    | SlowenienBenjamin Savšek Luka Božič Anže Berčič                   | FrankreichDenis Gargaud Chanut Martin Thomas Cédric Joly       | RusslandDmitri Chramzow Kirill Setkin Pawel Kotow                |
| 2020 Prag                   | SlowenienBenjamin Savšek Luka Božič Jure Lenarčič                 | IrlandLiam Jegou Robert Hendrick Jake Cochrane                 | PolenGrzegorz Hedwig Kacper Sztuba Szymon Zawadzki               |
| 2021 Ivrea                  | SlowakeiAlexander Slafkovský Michal Martikán Matej Beňuš          | ItalienRoberto Colazingari Raffaello Ivaldi Flavio Micozzi     | SlowenienBenjamin Savšek Luka Božič Nejc Polenčič                |

### C2
Erste Austragung: 1996. Letzte Austragung: 2018.
| Wettbewerb                  | Gold                                          | Silber                                        | Bronze                                                |
| --------------------------- | --------------------------------------------- | --------------------------------------------- | ----------------------------------------------------- |
| 1996 Augsburg               | SchweizPeter Matti/Ueli Matti                 | TschechienMiroslav Šimek/Jiří Rohan           | PolenKrzysztof Kołomański/Michał Staniszewski         |
| 1998 Roudnice nad Labem     | SlowakeiPavol Hochschorner/Peter Hochschorner | TschechienJaroslav Volf/Ondřej Štěpánek       | SlowakeiMilan Kubáň/Marián Olejník                    |
| 2000 Mezzana                | SlowakeiPavol Hochschorner/Peter Hochschorner | FrankreichFranck Adisson/Wilfrid Forgues      | PolenKrzysztof Kołomański/Michał Staniszewski         |
| 2002 Bratislava             | SlowakeiPavol Hochschorner/Peter Hochschorner | TschechienMarek Jiras/Tomáš Máder             | TschechienJaroslav Volf/Ondřej Štěpánek               |
| 2004 Skopje                 | TschechienJaroslav Volf/Ondřej Štěpánek       | FrankreichMartin Braud/Cédric Forgit          | SlowakeiLadislav Škantár/Peter Škantár                |
| 2005 Tacen                  | TschechienJaroslav Volf/Ondřej Štěpánek       | TschechienMarek Jiras/Tomáš Máder             | SlowakeiLadislav Škantár/Peter Škantár                |
| 2006 L'Argentière-la-Bessée | FrankreichMartin Braud/Cédric Forgit          | SlowakeiPavol Hochschorner/Peter Hochschorner | DeutschlandKay Simon/Robby Simon                      |
| 2007 Liptovský Mikuláš      | SlowakeiLadislav Škantár/Peter Škantár        | TschechienJaroslav Volf/Ondřej Štěpánek       | SlowakeiPavol Hochschorner/Peter Hochschorner         |
| 2008 Krakau                 | SlowakeiPavol Hochschorner/Peter Hochschorner | SlowakeiLadislav Škantár/Peter Škantár        | ItalienAndrea Benetti/Erik Masoero                    |
| 2009 Nottingham             | SlowakeiPavol Hochschorner/Peter Hochschorner | FrankreichDamien Troquenet/Mathieu Voyemant   | Vereinigtes KönigreichTim Baillie/Etienne Stott       |
| 2010 Bratislava             | SlowakeiLadislav Škantár/Peter Škantár        | TschechienJaroslav Volf/Ondřej Štěpánek       | Vereinigtes KönigreichDavid Florence/Richard Hounslow |
| 2011 La Seu d’Urgell        | SlowakeiPavol Hochschorner/Peter Hochschorner | FrankreichPierre Labarelle/Nicolas Peschier   | SlowakeiLadislav Škantár/Peter Škantár                |
| 2012 Augsburg               | TschechienJaroslav Volf/Ondřej Štěpánek       | SlowakeiPavol Hochschorner/Peter Hochschorner | DeutschlandRobert Behling/Thomas Becker               |
| 2013 Krakau                 | FrankreichPierre Labarelle/Nicolas Peschier   | PolenMarcin Pochwała/Piotr Szczepański        | TschechienOndřej Karlovský/Jakub Jáně                 |
| 2014 Wien                   | SlowakeiLadislav Škantár/Peter Škantár        | PolenPiotr Szczepański/Marcin Pochwała        | SlowenienLuka Božič/Sašo Taljat                       |
| 2015 Markkleeberg           | DeutschlandRobert Behling/Thomas Becker       | DeutschlandFranz Anton/Jan Benzien            | Vereinigtes KönigreichDavid Florence/Richard Hounslow |
| 2016 Liptovský Mikuláš      | SlowakeiTomáš Kučera/Ján Bátik                | SlowenienLuka Božič/Sašo Taljai               | DeutschlandDavid Schröder/Nico Bettge                 |
| 2017 Tacen                  | FrankreichPierre Picco/Hugo Biso              | PolenAndrzej Brzeziński/Filip Brzeziński      | TschechienJonáš Kašpar/Marek Šindler                  |
| 2018 Prag                   | TschechienJonáš Kašpar/Marek Šindler          | DeutschlandRobert Behling/Thomas Becker       | TschechienOndřej Karlovský/Jakub Jáně                 |

### C2 Team
Erste Austragung: 1996. Letzte Austragung: 2018.
| Wettbewerb                          | Gold | Silber | Bronze |
| ----------------------------------- | --- | --- | --- |
| 1996 Augsburg                       | DeutschlandAndré Ehrenberg & Michael Senft Rüdiger Hübbers & Udo Raumann Manfred Berro & Michael Trummer      | PolenJarosław Nawrocki & Konrad Korzeniewski Andrzej Wójs & Sławomir Mordarski Krzysztof Kołomański & Michał Staniszewski | SlowakeiĽuboš Šoška & Peter Šoška Milan Kubáň & Marián Olejník Roman Štrba & Roman Vajs                                |
| 1998 Roudnice nad Labem             | TschechienPetr Štercl & Pavel Štercl Jaroslav Pospíšil & Jaroslav Pollert Ondřej Štěpánek & Jaroslav Volf     | SlowakeiMilan Kubáň & Marián Olejník Roman Štrba & Roman Vajs Pavol Hochschorner & Peter Hochschorner                     | FrankreichÉric Biau & Bertrand Daille Philippe Quémerais & Yann Le Pennec Alexandre Lauvergne & Nathanael Fouquet      |
| 2000 Mezzana (kein Medaillen-Event) | DeutschlandKai Walter & Frank Henze Kay Simon & Robby Simon André Ehrenberg & Michael Senft                   | SlowakeiPavol Hochschorner & Peter Hochschorner Roman Štrba & Roman Vajs Ľuboš Šoška & Peter Šoška                        | TschechienJaroslav Volf & Ondřej Štěpánek Jaroslav Pospíšil & Jaroslav Pollert Marek Jiras & Tomáš Máder               |
| 2002 Bratislava                     | SlowakeiPavol Hochschorner & Peter Hochschorner Milan Kubáň & Marián Olejník Pavol Hric & Roman Vajs          | FrankreichPhilippe Quémerais & Yann Le Pennec Martin Braud & Cédric Forgit Alexandre Lauvergne & Nathanael Fouquet        | DeutschlandKai Walter & Frank Henze Kay Simon & Robby Simon André Ehrenberg & Michael Senft                            |
| 2004 Skopje (kein Medaillen-Event)  | TschechienJaroslav Volf & Ondřej Štěpánek Marek Jiras & Tomáš Máder Jaroslav Pospíšil & Jaroslav Pollert      | SlowakeiĽuboš Šoška & Peter Šoška Ladislav Škantár & Peter Škantár Milan Kubáň & Marián Olejník                           | PolenAndrzej Wójs & Sławomir Mordarski Jarosław Miczek & Wojciech Sekuła Marcin Pochwała & Paweł Sarna                 |
| 2005 Tacen                          | SlowakeiPavol Hochschorner & Peter Hochschorner Milan Kubáň & Marián Olejník Ladislav Škantár & Peter Škantár | DeutschlandKay Simon & Robby Simon Marcus Becker & Frank Henze Christian Bahmann & Michael Senft                          | FrankreichPhilippe Quémerais & Yann Le Pennec Christophe Luquet & Pierre Luquet Martin Braud & Cédric Forgit           |
| 2006 L'Argentière-la-Bessée         | DeutschlandFelix Michel & Sebastian Piersig Kay Simon & Robby Simon David Schröder & Frank Henze              | PolenPhilippe Quémerais & Yann Le Pennec Martin Braud & Cédric Forgit Christophe Luquet & Pierre Luquet                   | TschechienMarek Jiras & Tomáš Máder Jaroslav Volf & Ondřej Štěpánek Jaroslav Pospíšil & Jaroslav Pollert               |
| 2007 Liptovský Mikuláš              | DeutschlandFelix Michel & Sebastian Piersig Kay Simon & Robby Simon David Schröder & Frank Henze              | TschechienJaroslav Volf & Ondřej Štěpánek Marek Jiras & Tomáš Máder Jaroslav Pospíšil & David Mrůzek                      | PolenMarcin Pochwała & Paweł Sarna Dariusz Wrzosek & Jarosław Miczek Kamil Gondek & Andrzej Poparda                    |
| 2008 Krakau                         | DeutschlandMarcus Becker & Stefan Henze Kay Simon & Robby Simon David Schröder & Frank Henze                  | PolenMarcin Pochwała & Paweł Sarna Dominik Węglarz & Dawid Dobrowolski Dariusz Wrzosek & Jarosław Miczek                  | SlowakeiPavol Hochschorner & Peter Hochschorner Ladislav Škantár & Peter Škantár Tomáš Kučera & Ján Bátik              |
| 2009 Nottingham                     | TschechienJaroslav Volf & Ondřej Štěpánek Marek Jiras & Tomáš Máder Jaroslav Pospíšil & David Mrůzek          | Vereinigtes KönigreichTim Baillie & Etienne Stott David Florence & Richard Hounslow Daniel Goddard & Colin Radmore        | PolenMarcin Pochwała & Piotr Szczepański Patryk Brzeziński & Dariusz Chlebek Grzegorz Wójs & Paweł Sarna               |
| 2010 Bratislava                     | TschechienTomáš Koplík & Jakub Vrzáň Lukáš Přinda & Jan Havlíček Jaroslav Volf & Ondřej Štěpánek              | PolenPaweł Sarna & Dawid Dobrowolski Patryk Brzeziński & Dariusz Chlebek Marcin Pochwała & Piotr Szczepański              | Vereinigtes KönigreichTim Baillie & Etienne Stott David Florence & Richard Hounslow Daniel Goddard & Colin Radmore     |
| 2011 La Seu d’Urgell                | TschechienLukáš Přinda & Jan Havlíček Tomáš Koplík & Jakub Vrzáň Václav Hradilek & Štěpán Sehnal              | DeutschlandMarcus Becker & Stefan Henze David Schröder & Frank Henze Kai Müller & Kevin Müller                            | SlowakeiPavol Hochschorner & Peter Hochschorner Tomáš Kučera & Ján Bátik Ladislav Škantár & Peter Škantár              |
| 2012 Augsburg                       | Vereinigtes KönigreichDavid Florence & Richard Hounslow Tim Baillie & Etienne Stott Adam Burgess & Greg Pitt  | TschechienJaroslav Volf & Ondřej Štěpánek Ondřej Karlovský & Jakub Jáně Jonáš Kašpar & Marek Šindler                      | DeutschlandDavid Schröder & Frank Henze Kai Müller & Kevin Müller Robert Behling & Thomas Becker                       |
| 2013 Krakau                         | FrankreichGauthier Klauss & Matthieu Péché Pierre Labarelle & Nicolas Peschier Hugo Biso & Pierre Picco       | PolenMarcin Pochwała & Piotr Szczepański Filip Brzeziński & Andrzej Brzeziński Dominik Weglarz & Dariusz Chlebek          | DeutschlandFranz Anton & Jan Benzien Kai Müller & Kevin Müller Eric Mendel & Alexander Funk                            |
| 2014 Wien                           | SlowakeiPavol Hochschorner & Peter Hochschorner Ladislav Škantár & Peter Škantár Tomáš Kučera & Ján Bátik     | FrankreichNicolas Peschier & Pierre Labarelle Matthieu Péché & Gauthier Klauss Pierre Picco & Hugo Biso                   | TschechienOndřej Karlovský & Jakub Jáně Jonáš Kašpar & Marek Šindler Tomáš Koplík & Jakub Vrzáň                        |
| 2015 Markkleeberg                   | SlowakeiPavol Hochschorner & Peter Hochschorner Ladislav Škantár & Peter Škantár Tomáš Kučera & Ján Bátik     | TschechienOndřej Karlovský & Jakub Jáně Jonáš Kašpar & Marek Šindler Tomáš Koplík & Jakub Vrzáň                           | RusslandDmitry Larionov & Mikhail Kuznetsov Maxim Obraztsov & Alexei Suslov Alexander Ovchinikov & Aleksei Popov       |
| 2016 Liptovský Mikuláš              | SlowakeiPavol Hochschorner & Peter Hochschorner Ladislav Škantár & Peter Škantár Tomáš Kučera & Ján Bátik     | PolenPiotr Szczepański & Marcin Pochwała Filip Brzeziński & Andrzej Brzeziński Michał Wiercioch & Grzegorz Majerczak      | DeutschlandFranz Anton & Jan Benzien David Schröder & Nico Bettge Kai Müller & Kevin Müller                            |
| 2017 Tacen                          | FrankreichGauthier Klauss & Matthieu Péché Pierre Picco & Hugo Biso Nicolas Scianimanico & Hugo Cailhol       | PolenMarcin Pochwała & Piotr Szczepański Andrzej Brzeziński & Filip Brzeziński Michał Wiercioch & Grzegorz Majerczak      | TschechienOndřej Karlovský & Jakub Jáně Jonáš Kašpar & Marek Šindler Tomáš Koplík & Jakub Vrzáň                        |
| 2018 Prag                           | DeutschlandRobert Behling/Thomas Becker Franz Anton/Jan Benzien David Schröder/Nico Bettge                    | TschechienOndřej Karlovský/Jakub Jáně Tomáš Koplík/Jakub Vrzáň Jonáš Kašpar/Marek Šindler                                 | FrankreichGauthier Klauss/Matthieu Péché Nicolas Scianimanico/Hugo Cailhol Pierre-Antoine Tillard/Denis Gargaud Chanut |

## Männer Kajak

### K1
Erste Austragung: 1996.
| Wettbewerb                  | Gold               | Silber              | Bronze             |
| --------------------------- | ------------------ | ------------------- | ------------------ |
| 1996 Augsburg               | Ian Wiley          | Miroslav Stanovský  | Jochen Lettmann    |
| 1998 Roudnice nad Labem     | Paul Ratcliffe     | Thomas Becker       | Andrew Raspin      |
| 2000 Mezzana                | Pierpaolo Ferrazzi | Thomas Becker       | Laurent Burtz      |
| 2002 Bratislava             | Paul Ratcliffe     | Helmut Oblinger     | Peter Cibák        |
| 2004 Skopje                 | Julien Billaut     | Mathias Röthenmund  | Daniele Molmenti   |
| 2005 Tacen                  | Helmut Oblinger    | Peter Kauzer        | Erik Pfannmöller   |
| 2006 L'Argentière-la-Bessée | Fabian Dörfler     | Erik Pfannmöller    | Diego Paolini      |
| 2007 Liptovský Mikuláš      | Ján Šajbidor       | Peter Kauzer        | Campbell Walsh     |
| 2008 Krakau                 | Campbell Walsh     | Daniele Molmenti    | Fabian Dörfler     |
| 2009 Nottingham             | Daniele Molmenti   | Boris Neveu         | Julien Billaut     |
| 2010 Bratislava             | Peter Kauzer       | Jure Meglič         | Vavřinec Hradilek  |
| 2011 La Seu d’Urgell        | Daniele Molmenti   | Samuel Hernanz      | Jiří Prskavec      |
| 2012 Augsburg               | Daniele Molmenti   | Paul Böckelmann     | Hannes Aigner      |
| 2013 Krakau                 | Jiří Prskavec      | Michael Kurt        | Sebastian Schubert |
| 2014 Wien                   | Jiří Prskavec      | Vít Přindiš         | Samuel Hernanz     |
| 2015 Markkleeberg           | Boris Neveu        | Alexander Grimm     | Andrej Málek       |
| 2016 Liptovský Mikuláš      | Jiří Prskavec      | Vavřinec Hradilek   | Hannes Aigner      |
| 2017 Tacen                  | Mateusz Polaczyk   | Dariusz Popiela     | Jiří Prskavec      |
| 2018 Prag                   | Peter Kauzer       | Vít Přindiš         | Jiří Prskavec      |
| 2019 Pau                    | Vít Přindiš        | Dariusz Popiela     | Quentin Burgi      |
| 2020 Prag                   | Jiří Prskavec      | Peter Kauzer        | Mateusz Polaczyk   |
| 2021 Ivrea                  | Vít Přindiš        | Giovanni De Gennaro | Peter Kauzer       |

### K1 Team
Erste Austragung: 1996.
| Wettbewerb                  | Gold                                                              | Silber                                                                     | Bronze                                                                       |
| --------------------------- | ----------------------------------------------------------------- | -------------------------------------------------------------------------- | ---------------------------------------------------------------------------- |
| 1996 Augsburg               | DeutschlandJochen Lettmann Thomas Becker Thomas Schmidt           | SlowenienMiha Štricelj Andraž Vehovar Jure Pelegrini                       | ÖsterreichGünter Martinsich Manuel Köhler Helmut Oblinger                    |
| 1998 Roudnice nad Labem     | ItalienThomas Becker Ralf Schaberg Thomas Schmidt                 | TschechienOndřej Raab Jiří Prskavec Vojtěch Bareš                          | SlowenienAndraž Vehovar Fedja Marušič Uroš Kodelja                           |
| 2000 Mezzana                | ItalienPierpaolo Ferrazzi Enrico Lazzarotto Matteo Pontarollo     | SlowenienMiha Terdič Dejan Kralj Fedja Marušič                             | SchweizMathias Röthenmund Michael Kurt Beat Mosimann                         |
| 2002 Bratislava             | DeutschlandThomas Becker Thomas Schmidt Claus Suchanek            | TschechienOndřej Raab Ivan Pišvejc Tomáš Kobes                             | SlowakeiPeter Cibák Ján Šajbidor Tomáš Mráz                                  |
| 2004 Skopje                 | SchweizMathias Röthenmund Thomas Mosimann Michael Kurt            | Vereinigtes KönigreichAnthony Brown Campbell Walsh Huw Swetnam             | TschechienIvan Pišvejc Lukáš Kubričan Tomáš Kobes                            |
| 2005 Tacen                  | SlowenienPeter Kauzer Dejan Kralj Andrej Nolimal                  | DeutschlandErik Pfannmöller Alexander Grimm Fabian Dörfler                 | ItalienPierpaolo Ferrazzi Stefano Cipressi Daniele Molmenti                  |
| 2006 L'Argentière-la-Bessée | SlowenienPeter Kauzer Dejan Kralj Jure Meglič                     | PolenGrzegorz Polaczyk Henryk Polaczyk Dariusz Popiela                     | DeutschlandErik Pfannmöller Alexander Grimm Fabian Dörfler                   |
| 2007 Liptovský Mikuláš      | SlowenienPeter Kauzer Dejan Kralj Jure Meglič                     | DeutschlandErik Pfannmöller Alexander Grimm Fabian Dörfler                 | Vereinigtes KönigreichCampbell Walsh Richard Hounslow Huw Swetnam            |
| 2008 Krakau                 | PolenDariusz Popiela Grzegorz Polaczyk Mateusz Polaczyk           | ItalienDiego Paolini Daniele Molmenti Luca Costa                           | SchweizMichael Kurt Mathias Röthenmund Moritz Lüscher                        |
| 2009 Nottingham             | Vereinigtes KönigreichCampbell Walsh Richard Hounslow Huw Swetnam | DeutschlandAlexander Grimm Tim Maxeiner Sebastian Schubert                 | FrankreichFabien Lefèvre Boris Neveu Julien Billaut                          |
| 2010 Bratislava             | PolenDariusz Popiela Grzegorz Polaczyk Mateusz Polaczyk           | DeutschlandHannes Aigner Alexander Grimm Sebastian Schubert                | SlowenienPeter Kauzer Dejan Kralj Jure Meglič                                |
| 2011 La Seu d’Urgell        | SlowenienPeter Kauzer Jure Meglič Simon Brus                      | PolenMateusz Polaczyk Grzegorz Polaczyk Dariusz Popiela                    | FrankreichFabien Lefèvre Boris Neveu Vivien Colober                          |
| 2012 Augsburg               | FrankreichÉtienne Daille Boris Neveu Bastien Damiens              | DeutschlandHannes Aigner Paul Böckelmann Sebastian Schubert                | ÖsterreichHelmut Oblinger Herwig Natmessnig Andreas Langer                   |
| 2013 Krakau                 | TschechienVavřinec Hradilek Jiří Prskavec Vít Přindiš             | DeutschlandHannes Aigner Fabian Dörfler Sebastian Schubert                 | PolenDariusz Popiela Grzegorz Polaczyk Rafał Polaczyk                        |
| 2014 Wien                   | DeutschlandSebastian Schubert Fabian Dörfler Alexander Grimm      | Vereinigtes KönigreichRichard Hounslow Joseph Clarke Thomas Brady          | PolenMateusz Polaczyk Rafał Polaczyk Dariusz Popiela                         |
| 2015 Markkleeberg           | DeutschlandSebastian Schubert Hannes Aigner Alexander Grimm       | Vereinigtes KönigreichRichard Hounslow Joseph Clarke Bradley Forbes-Cryans | ItalienDaniele Molmenti Andrea Romeo Giovanni De Gennaro                     |
| 2016 Liptovský Mikuláš      | TschechienJiří Prskavec Vít Přindiš Vavřinec Hradilek             | FrankreichBoris Neveu Sébastien Combot Étienne Daille                      | SpanienSamuel Hernanz Joan Crespo Unai Nabaskues                             |
| 2017 Tacen                  | TschechienJiří Prskavec Vít Přindiš Ondřej Tunka                  | FrankreichMathieu Biazizzo Sébastien Combot Boris Neveu                    | PolenMateusz Polaczyk Dariusz Popiela Michał Pasiut                          |
| 2018 Prag                   | TschechienJiří Prskavec Vít Přindiš Ondřej Tunka                  | PolenMateusz Polaczyk Dariusz Popiela Michał Pasiut                        | SlowenienPeter Kauzer Martin Srabotnik Niko Testen                           |
| 2019 Pau                    | TschechienJiří Prskavec Vít Přindiš Vavřinec Hradilek             | SlowenienPeter Kauzer Niko Testen Martin Srabotnik                         | DeutschlandHannes Aigner Sebastian Schubert Stefan Hengst                    |
| 2020 Prag                   | FrankreichBoris Neveu Quentin Burgi Mathurin Madoré               | TschechienJiří Prskavec Vít Přindiš Vavřinec Hradilek                      | SchweizMartin Dougoud Lukas Werro Dimitri Marx                               |
| 2021 Ivrea                  | TschechienJiří Prskavec Vít Přindiš Vavřinec Hradilek             | DeutschlandHannes Aigner Tim Maxeiner Stefan Henst                         | Vereinigtes KönigreichBradley Forbes-Cryans Joseph Clarke Christopher Bowers |

## Extreme Canoe Slalom
Erste Austragung: 2021
| Wettbewerb | Gold        | Silber       | Bronze        |
| ---------- | ----------- | ------------ | ------------- |
| 2021 Ivrea | Vít Přindiš | Dimitri Marx | Joseph Clarke |

## Frauen Canadier

### C1
Erste Austragung: 2010.
| Wettbewerb             | Gold                | Silber           | Bronze             |
| ---------------------- | ------------------- | ---------------- | ------------------ |
| 2010 Bratislava        | Katarína Macová     | Jana Dukátová    | Caroline Loir      |
| 2011 La Seu d’Urgell   | Caroline Loir       | Mira Louen       | Lena Stöcklin      |
| 2012 Augsburg          | Mira Louen          | Mallory Franklin | Michaela Grimm     |
| 2013 Krakau            | Caroline Loir       | Julia Schmid     | Núria Vilarrubla   |
| 2014 Wien              | Caroline Loir       | Julia Schmid     | Kateřina Hošková   |
| 2015 Markkleeberg      | Kimberley Woods     | Mallory Franklin | Núria Vilarrubla   |
| 2016 Liptovský Mikuláš | Núria Vilarrubla    | Kateřina Hošková | Mallory Franklin   |
| 2017 Tacen             | Kimberley Woods     | Tereza Fišerová  | Nadine Weratschnig |
| 2018 Prag              | Viktoria Wolffhardt | Mallory Franklin | Elena Apel         |
| 2019 Pau               | Mallory Franklin    | Núria Vilarrubla | Kimberley Woods    |
| 2020 Prag              | Gabriela Satková    | Tereza Fišerová  | Lucie Prioux       |
| 2021 Ivrea             | Miren Lazkano       | Tereza Fišerová  | Elena Apel         |

### C1 Team
Erste Austragung: 2012.
| Wettbewerb                           | Gold                                                                  | Silber                                                                | Bronze                                                               |
| ------------------------------------ | --------------------------------------------------------------------- | --------------------------------------------------------------------- | -------------------------------------------------------------------- |
| 2012 Augsburg (kein Medaillen-Event) | DeutschlandMichaela Grimm Mira Louen Lena Stöcklin                    | FrankreichCaroline Loir Claire Jacquet Oriane Rebours                 | Vereinigtes KönigreichMallory Franklin Kimberley Woods Alice Spencer |
| 2014 Wien (kein Medaillen-Event)     | Vereinigtes KönigreichMallory Franklin Jasmine Royle Eilidh Gibson    | SpanienNúria Vilarrubla Miren Lazkano Klara Olazabal                  | TschechienKateřina Hošková Monika Jančová Jana Matulková             |
| 2015 Markkleeberg                    | SpanienNúria Vilarrubla Klara Olazabal Annebel van der Knijff         | TschechienKateřina Hošková Monika Jančová Tereza Fišerová             | Vereinigtes KönigreichKimberley Woods Mallory Franklin Eilidh Gibson |
| 2016 Liptovský Mikuláš               | Vereinigtes KönigreichMallory Franklin Kimberley Woods Eilidh Gibson  | TschechienKateřina Hošková Monika Jančová Martina Satková             | DeutschlandAndrea Herzog Lena Stöcklin Birgit Ohmayer                |
| 2017 Tacen                           | Vereinigtes KönigreichMallory Franklin Kimberley Woods Eilidh Gibson  | DeutschlandAndrea Herzog Lena Stöcklin Birgit Ohmayer                 | TschechienTereza Fišerová Monika Jančová Eva Říhová                  |
| 2018 Prag                            | Vereinigtes KönigreichMallory Franklin Kimberley Woods Bethan Forrow  | FrankreichLucie Prioux Lucie Baudu Claire Jacquet                     | SpanienNúria Vilarrubla Miren Lazkano Klara Olazabal                 |
| 2019 Pau                             | Vereinigtes KönigreichMallory Franklin Kimberley Woods Sophie Ogilvie | DeutschlandElena Apel Andrea Herzog Jasmin Schornberg                 | TschechienTereza Fišerová Eva Říhová Kateřina Havlíčková             |
| 2020 Prag                            | TschechienTereza Fišerová Gabriela Satková Tereza Kneblová            | SlowenienAlja Kozorog Eva Alina Hočevar Lea Novak                     | FrankreichLucie Baudu Claire Jacquet Lucie Prioux                    |
| 2021 Ivrea                           | SlowakeiSimona Glejteková Zuzana Paňková Monika Škáchová              | Vereinigtes KönigreichKimberley Woods Mallory Franklin Sophie Ogilvie | FrankreichMarjorie Delassus Lucie Prioux Angèle Hug                  |

## Frauen Kajak

### K1
Erste Austragung: 1996.
| Wettbewerb                  | Gold                     | Silber              | Bronze              |
| --------------------------- | ------------------------ | ------------------- | ------------------- |
| 1996 Augsburg               | Marcela Sadilová         | Štěpánka Hilgertová | Elena Kaliská       |
| 1998 Roudnice nad Labem     | Elena Kaliská            | Štěpánka Hilgertová | Sandra Friedli      |
| 2000 Mezzana                | Štěpánka Hilgertová      | Brigitte Guibal     | Irena Pavelková     |
| 2002 Bratislava             | Elena Kaliská            | Irena Pavelková     | Štěpánka Hilgertová |
| 2004 Skopje                 | Elena Kaliská            | Jenny Apel          | Irena Pavelková     |
| 2005 Tacen                  | Mandy Planert            | Štěpánka Hilgertová | Irena Pavelková     |
| 2006 L'Argentière-la-Bessée | Elena Kaliská            | Jennifer Bongardt   | Mathilde Pichery    |
| 2007 Liptovský Mikuláš      | Violetta Oblinger-Peters | Mandy Planert       | Štěpánka Hilgertová |
| 2008 Krakau                 | Štěpánka Hilgertová      | Marie Řihošková     | Irena Pavelková     |
| 2009 Nottingham             | Elena Kaliská            | Émilie Fer          | Mathilde Pichery    |
| 2010 Bratislava             | Jana Dukátová            | Corinna Kuhnle      | Urša Kragelj        |
| 2011 La Seu d’Urgell        | Claudia Bär              | Jana Dukátová       | Lizzie Neave        |
| 2012 Augsburg               | Carole Bouzidi           | Melanie Pfeifer     | Fiona Pennie        |
| 2013 Krakau                 | Fiona Pennie             | Stefanie Horn       | Viktoria Wolffhardt |
| 2014 Wien                   | Ricarda Funk             | Melanie Pfeifer     | Émilie Fer          |
| 2015 Markkleeberg           | Maialen Chourraut        | Ricarda Funk        | Kateřina Kudějová   |
| 2016 Liptovský Mikuláš      | Melanie Pfeifer          | Urša Kragelj        | Jana Dukátová       |
| 2017 Tacen                  | Corinna Kuhnle           | Stefanie Horn       | Marie-Zélia Lafont  |
| 2018 Prag                   | Ricarda Funk             | Corinna Kuhnle      | Fiona Pennie        |
| 2019 Pau                    | Amálie Hilgertová        | Mallory Franklin    | Jasmin Schornberg   |
| 2020 PRag                   | Kateřina Kudějová        | Camille Prigent     | Amálie Hilgertová   |
| 2021 Ivrea                  | Corinna Kuhnle           | Eva Terčelj         | Ricarda Funk        |

### K1 Team
Erste Austragung: 1996.
| Wettbewerb                         | Gold                                                                | Silber                                                                | Bronze                                                              |
| ---------------------------------- | ------------------------------------------------------------------- | --------------------------------------------------------------------- | ------------------------------------------------------------------- |
| 1996 Augsburg                      | TschechienMarcela Sadilová Štěpánka Hilgertová Irena Pavelková      | DeutschlandKordula Striepecke Evi Huss Elisabeth Micheler             | ItalienMaria Cristina Giai Pron Barbara Nadalin Lorenza Lazzarotto  |
| 1998 Roudnice nad Labem            | TschechienMarcela Sadilová Štěpánka Hilgertová Irena Pavelková      | Vereinigtes KönigreichRachel Crosbee Laura Blakeman Heather Corrie    | DeutschlandKordula Striepecke Evi Huss Mandy Planert                |
| 2000 Mezzana                       | SlowakeiElena Kaliská Gabriela Stacherová Gabriela Brosková         | TschechienMarcela Sadilová Štěpánka Hilgertová Irena Pavelková        | DeutschlandMandy Planert Evi Huss Susanne Hirt                      |
| 2002 Bratislava                    | TschechienMarie Řihošková Irena Pavelková Štěpánka Hilgertová       | SlowakeiElena Kaliská Gabriela Stacherová Gabriela Zamišková          | FrankreichAnne-Lise Bardet Anne-Line Poncet Mathilde Pichery        |
| 2004 Skopje (kein Medaillen-Event) | TschechienIrena Pavelková Marcela Sadilová Marie Řihošková          | SlowakeiElena Kaliská Gabriela Stacherová Jana Dukátová               | Vereinigtes KönigreichLaura Blakeman Heather Corrie Kimberley Walsh |
| 2005 Tacen                         | SlowakeiElena Kaliská Jana Dukátová Gabriela Zamišková              | DeutschlandClaudia Bär Mandy Planert Heike Frauenrath                 | ÖsterreichJulia Schmid Violetta Oblinger-Peters Corinna Kuhnle      |
| 2006 L'Argentière-la-Bessée        | SlowakeiElena Kaliská Jana Dukátová Gabriela Stacherová             | TschechienŠtěpánka Hilgertová Irena Pavelková Marie Řihošková         | FrankreichMathilde Pichery Aline Tornare Marie Gaspard              |
| 2007 Liptovský Mikuláš             | DeutschlandJennifer Bongardt Mandy Planert Jasmin Schornberg        | SlowakeiElena Kaliská Jana Dukátová Gabriela Stacherová               | Vereinigtes KönigreichFiona Pennie Laura Blakeman Lizzie Neave      |
| 2008 Krakau                        | DeutschlandClaudia Bär Mandy Planert Jasmin Schornberg              | SlowakeiJana Dukátová Elena Kaliská Gabriela Stacherová               | Vereinigtes KönigreichFiona Pennie Louise Donington Laura Blakeman  |
| 2009 Nottingham                    | Vereinigtes KönigreichLizzie Neave Louise Donington Laura Blakeman  | SlowakeiElena Kaliská Jana Dukátová Gabriela Stacherová               | DeutschlandJennifer Bongardt Melanie Pfeifer Jasmin Schornberg      |
| 2010 Bratislava                    | DeutschlandMelanie Pfeifer Jasmin Schornberg Jennifer Bongardt      | PolenJoanna Mędoń Małgorzata Milczarek Natalia Pacierpnik             | SlowakeiJana Dukátová Dana Beňušová Gabriela Stacherová             |
| 2011 La Seu d’Urgell               | TschechienKateřina Kudějová Štěpánka Hilgertová Irena Pavelková     | ÖsterreichCorinna Kuhnle Violetta Oblinger-Peters Viktoria Wolffhardt | SlowakeiJana Dukátová Elena Kaliská Dana Mann                       |
| 2012 Augsburg                      | DeutschlandCindy Pöschel Melanie Pfeifer Jasmin Schornberg          | FrankreichÉmilie Fer Carole Bouzidi Caroline Loir                     | SlowakeiJana Dukátová Elena Kaliská Dana Mann                       |
| 2013 Krakau                        | FrankreichÉmilie Fer Marie-Zélia Lafont Carole Bouzidi              | Vereinigtes KönigreichElizabeth Neave Fiona Pennie Bethan Latham      | TschechienŠtěpánka Hilgertová Kateřina Kudějová Eva Ornstová        |
| 2014 Wien                          | TschechienŠtěpánka Hilgertová Kateřina Kudějová Veronika Vojtová    | SpanienMaialen Chourraut Irati Goikoetxea Marta Martínez              | FrankreichCarole Bouzidi Nouria Newman Émilie Fer                   |
| 2015 Markkleeberg                  | SlowakeiJana Dukátová Kristína Nevařilová Kristína Zárubová         | PolenNatalia Pacierpnik Klaudia Zwolińska Sara Ćwik                   | FrankreichCarole Bouzidi Marie-Zélia Lafont Émilie Fer              |
| 2016 Liptovský Mikuláš             | Vereinigtes KönigreichFiona Pennie Kimberley Woods Lizzie Neave     | DeutschlandMelanie Pfeifer Jasmin Schornberg Lisa Fritsche            | SlowakeiElena Kaliská Jana Dukátová Kristína Nevařilová             |
| 2017 Tacen                         | SlowenienUrša Kragelj Eva Terčelj Ajda Novak                        | SpanienIrati Goikoetxea Maialen Chourraut Marta Martínez              | FrankreichLucie Baudu Marie-Zélia Lafont Camille Prigent            |
| 2018 Prag                          | DeutschlandRicarda Funk Jasmin Schornberg Lisa Fritsche             | ÖsterreichCorinna Kuhnle Lisa Leitner Viktoria Wolffhardt             | TschechienKateřina Kudějová Veronika Vojtová Barbora Valíková       |
| 2019 Pau                           | FrankreichMarie-Zélia Lafont Lucie Baudu Camille Prigent            | DeutschlandRicarda Funk Jasmin Schornberg Elena Apel                  | ÖsterreichCorinna Kuhnle Viktoria Wolffhardt Nina Weratschnig       |
| 2020 Prag                          | TschechienKateřina Kudějová Veronika Vojtová Antonie Galušková      | FrankreichCamille Prigent Lucie Baudu Marjorie Delassus               | ÖsterreichCorinna Kuhnle Nina Weratschnig Antonia Oschmautz         |
| 2021 Ivrea                         | Vereinigtes KönigreichKimberley Woods Fiona Pennie Mallory Franklin | ÖsterreichCorinna Kuhnle Antonia Oschmautz Viktoria Wolffhardt        | TschechienKateřina Kudějová Veronika Vojtová Antonie Galušková      |

## Extreme Canoe Slalom
Erste Austragung: 2021
| Wettbewerb | Gold                      | Silber         | Bronze           |
| ---------- | ------------------------- | -------------- | ---------------- |
| 2021 Ivrea | Kateřina Minařík Kudějová | Corinna Kuhnle | Veronika Vojtová |